# Кайга
Кайга́ (каз. Қайқы) — село у складі Наурзумського району Костанайської області Казахстану. Входить до складу Дамдинського сільського округу.
Населення — 33 особи (2021; 71 у 2009, 261 у 1999, 327 у 1989).